# Anais (Charente-Maritime)
Anais is een gemeente in het Franse departement Charente-Maritime (regio Nouvelle-Aquitaine) en telt 244 inwoners (2004). De plaats maakt deel uit van het arrondissement La Rochelle.

## Geografie
De oppervlakte van Anais bedraagt 9,6 km², de bevolkingsdichtheid is 25,4 inwoners per km².
De onderstaande kaart toont de ligging van Anais (Charente-Maritime) met de belangrijkste infrastructuur en aangrenzende gemeenten.

## Demografie
Onderstaande figuur toont het verloop van het inwonertal (bron: INSEE-tellingen).